# El Amiria
El Amiria (în arabă العامرية) este o comună din provincia Oum El-Bouaghi, Algeria.
Populația comunei este de 10.416 locuitori (2008).